# Xenolechia
Xenolechia là một chi bướm đêm thuộc họ Gelechiidae.

## Selected Species
- Xenolechia aethiops (Humphreys & Westwood, 1845)
- Xenolechia lindae Huemer & Karsholt, 1999
- Xenolechia pseudovulgella Huemer & Karsholt, 1999